# Wet algemene bepalingen omgevingsrecht
De Wet algemene bepalingen omgevingsrecht (afgekort Wabo)  was een Nederlandse wet, die op 1 oktober 2010 werd ingevoerd. De wet regelde de omgevingsvergunning. De Wabo is per 1 januari 2024 komen te vervallen en de inhoud ervan is opgenomen in de Omgevingswet.
De Wabo integreerde een groot aantal (circa 25) vergunningen, ontheffingen en meldingen (verder te noemen toestemmingen) tot één omgevingsvergunning. De dienstverlening aan burger en bedrijf zou moeten verbeteren als gevolg van de introductie van één omgevingsvergunning voor de betreffende toestemmingsstelsels; één omgevingsvergunning leidt tot de invoering van één loket, één (digitaal) aanvraagformulier, één bevoegd gezag (één aanspreekpunt), één uniforme en in het algemeen ook kortere procedure, één procedure voor bezwaar en beroep en één handhavend bestuursorgaan.
De samenvoeging van deze toestemmingen leidde tot een omvangrijke vermindering van het aantal toestemmingen en een daarmee overeenkomende vermindering van administratieve lasten. De omgevingsvergunning bood ook impulsen om te komen tot een organisatieverbetering en samenwerking binnen en tussen overheden. De omgevingsvergunning noodzaakt tot een goede organisatie van het omgevingsloket (frontoffice) en een goede organisatie en samenwerking tussen overheden achter dat loket (backoffice). Als gevolg van de Wabo zijn vele wetten die betrekking hebben op de fysieke leefomgeving (op het terrein van milieu, wonen, ruimtelijke ordening, natuurbescherming enz.) aangepast. De belangrijkste uitvoeringsregelingen van de Wabo waren het Besluit omgevingsrecht (Bor) en de Ministeriële regeling omgevingsrecht (Mor).